# Mushir
Mushir (arabe : مشير, turc ottoman : مشير), ou müşîr en turc moderne, est un titre arabe et turc dont l'usage a évolué avec le temps. Son sens premier était celui de conseiller, membre d'un conseil délibérant : il a la même origine que choura (conseil). Sous l'Empire ottoman, jusqu'en 1826, le rang de mushir-i asakir-i hafsa était décerné au commandant de la garde du palais impérial tandis que celui de mushir-i tophane-i amir désignait le grand maître de l'artillerie et de l'arsenal (Tophane). Après la dissolution des janissaires en 1826 et la formation de l'armée ottomane moderne, il devient le rang le plus élevé de la hiérarchie militaire après le sultan, chef nominal de l'armée. Il équivaut à celui de maréchal ou amiral de la flotte dans les armées occidentales. Le premier titulaire est le capitan pacha (commandant de la marine ottomane) Ahmed Fevzi Pacha (tr), nommé le 25 juin 1832. Le titre n'est que rarement attribué.
Sous la République de Turquie, le titre de  müşir n'est attribué que deux fois : à Mustafa Kemal Atatürk le 19 septembre 1921 et à Fevzi Çakmak le 31 août 1922.
Certains des États successeurs de l'Empire ottoman ont décerné le titre de mushir :
- En Arabie saoudite, il est attribué collectivement à la famille royale saoudienne.
- En Égypte, il est porté à partir de 1832 par Méhémet Ali, khédive (vice-roi), en tant que vassal de l'Empire ottoman, puis par ses successeurs jusqu'à Fouad II ; il est repris comme grade supérieur de l'armée égyptienne sous la République jusqu'à Abdel Fattah al-Sissi, nommé en 2014.
- En Libye, le général Khalifa Haftar est nommé mushir par le Parlement de Tobrouk en 2016.